# アルフレッド・エルモア
アルフレッド・エルモア（Alfred Elmore RA、1815年6月18日 - 1881年1月24日）は、アイルランド生まれのイギリスの画家である。文学作品を題材にした風俗画などを描いた。

## 略歴
アイルランド南部コーク県のクロナキルティ（Clonakilty）でイギリス陸軍の軍医を退役した人物の息子に生まれた。その後家族はロンドンに移り、アルフレッド・エルモアはロイヤル・アカデミー・オブ・アーツの美術学校に入学した。中世の騎士物語などを題材に描くトルバドゥール様式の絵画を描いた後、注文を受けてダブリンの教会の宗教画も描いた。19歳の1837年にロイヤル・アカデミーの展覧会に初出展し、翌年からロンドンの民間展覧会「British Institution」にも出展した。
1830年代の後半から、1843年にメンバーのリチャード・ダッドが精神を病み、父親の殺害事件を起こしたことによって終わった若い画家たちのグループ「ザ・クリック（The Clique）」のメンバーの一人とされるが、エルモアは1840年から1844年の間、ミュンヘンやヴェネツィア、ボローニャ、フィレンツェを旅していたので、エルモアが彼らと活動したのはその初期だけであった。
歴史を題材にした作品や反カトリック的な宗教を題材にした作品、シェークスピアの戯曲のエピソードやフランス革命を題材にした作品も描いた。「梳毛機械の発明」など産業革命を題材にした作品もある。
生涯の大半を神経痛に悩まされ、晩年には落馬事故で足が不自由になった。1881年に癌でロンドンで亡くなった。

## 作品

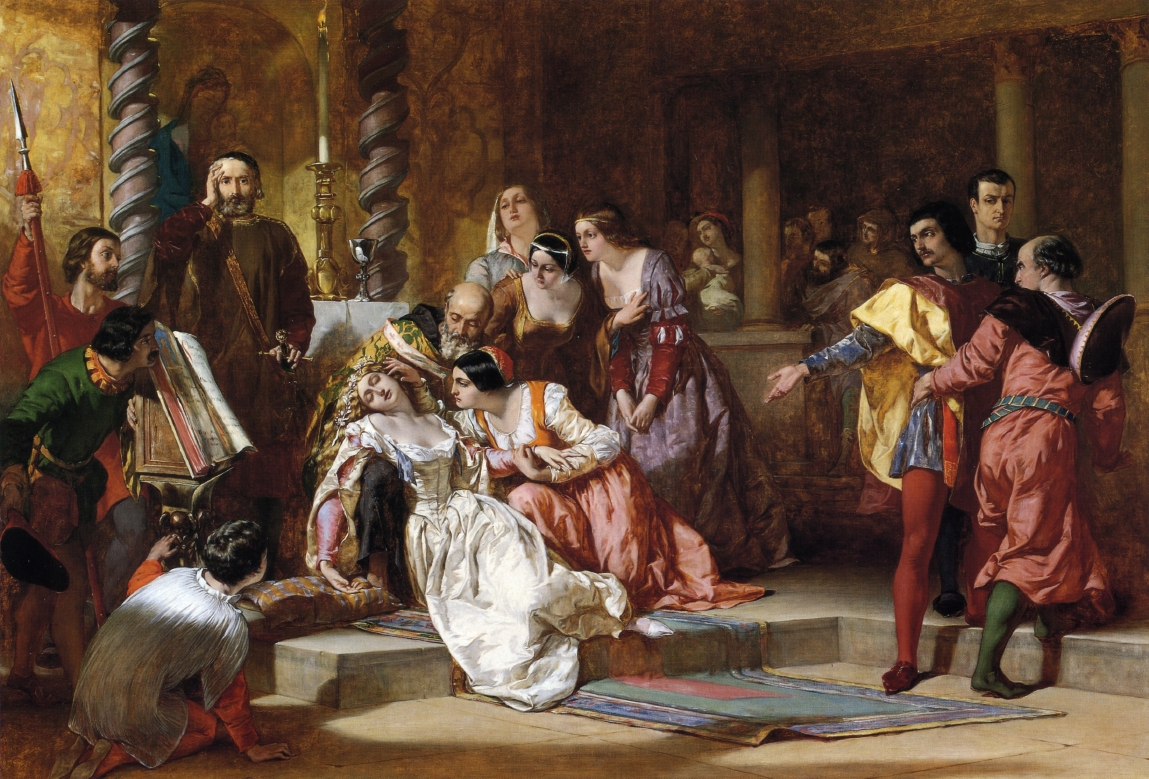
シェークスピアの『空騒ぎ』の場面　(1846)
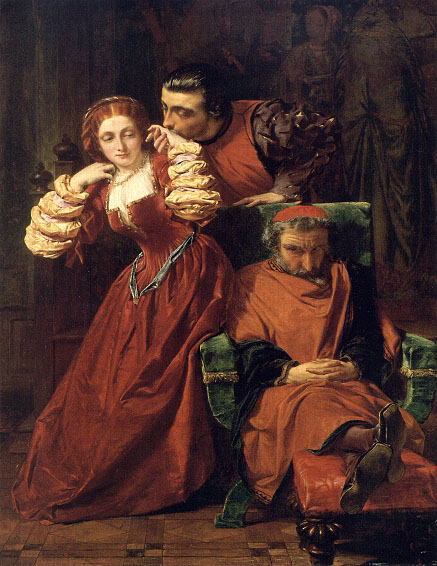
シェークスピアの『ヴェローナの二紳士』の場面(1857)
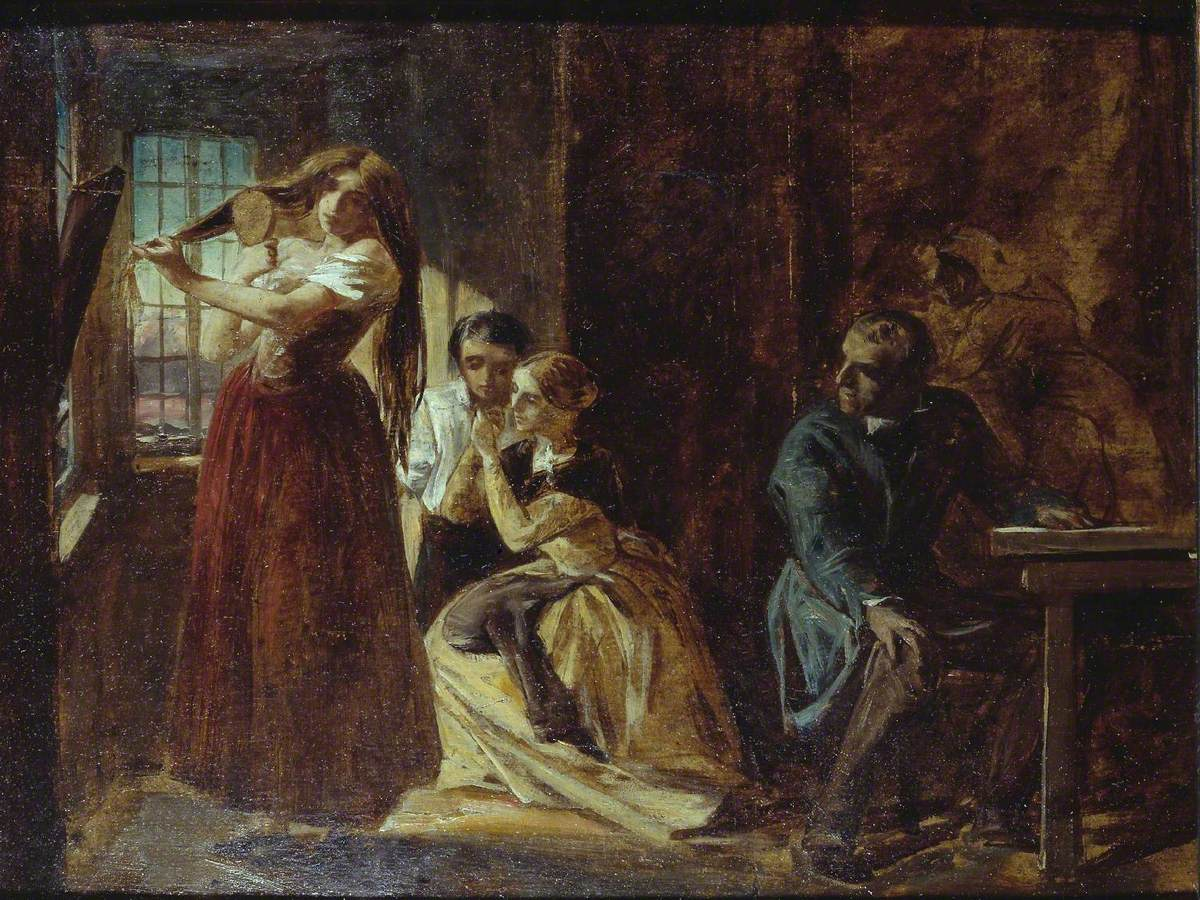
「梳毛機械の発明」(1862)
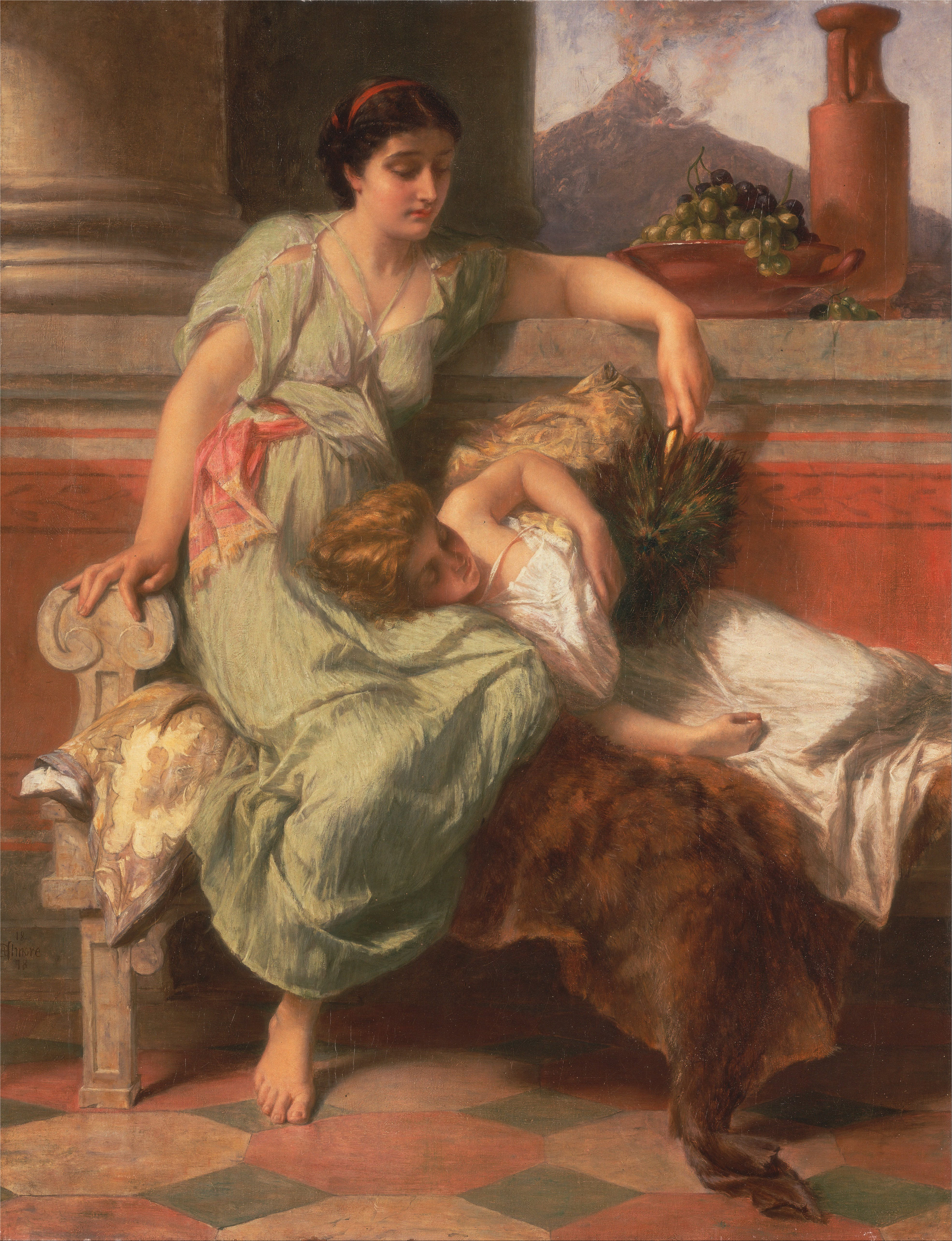
ポンペイ(1873)